# Oravská Polhora
Oravská Polhora je obec na Slovensku v okrese Námestovo.

## Historie
První známá písemná zmínka o obci pochází z roku 1588. Minerální pramen v lokalitě Oravská Polhora - Slaná Voda se zmiňuje již v roce 1550 v rukopisné mapě horní Oravy. Bývaly zde lázně.
Dne 2. srpna 1942 v obci vypukl požár, při kterém shořelo 158 domů. 42 rodin se poté přestěhovalo na východní Slovensko, kde byla založena Nová Polhora.

## Geografie
Obec se nachází v nadmořské výšce 686 metrů a rozkládá se na ploše 84,52 km2. K 31. prosinci 2017 žilo v obci 3 956 obyvatel.

### Doprava
V obci se nachází hraniční přechod Oravská Polhora - Korbielów s tahem na Żywiec a Bielsko-Bialu.

## Osobnosti
- Jozef Tarčák (1959) - poslanec Národní rady SR

## Zajímavosti
- Rozhledna Trchovnica - rozhledna u silnice nad vsí, postavená v roce 2019.